# Weißbauch-Rußmeise
Die Weißbauch-Rußmeise (Melaniparus albiventris, Syn.: Parus albiventris) ist eine Vogelart aus der Familie der Meisen (Paridae).

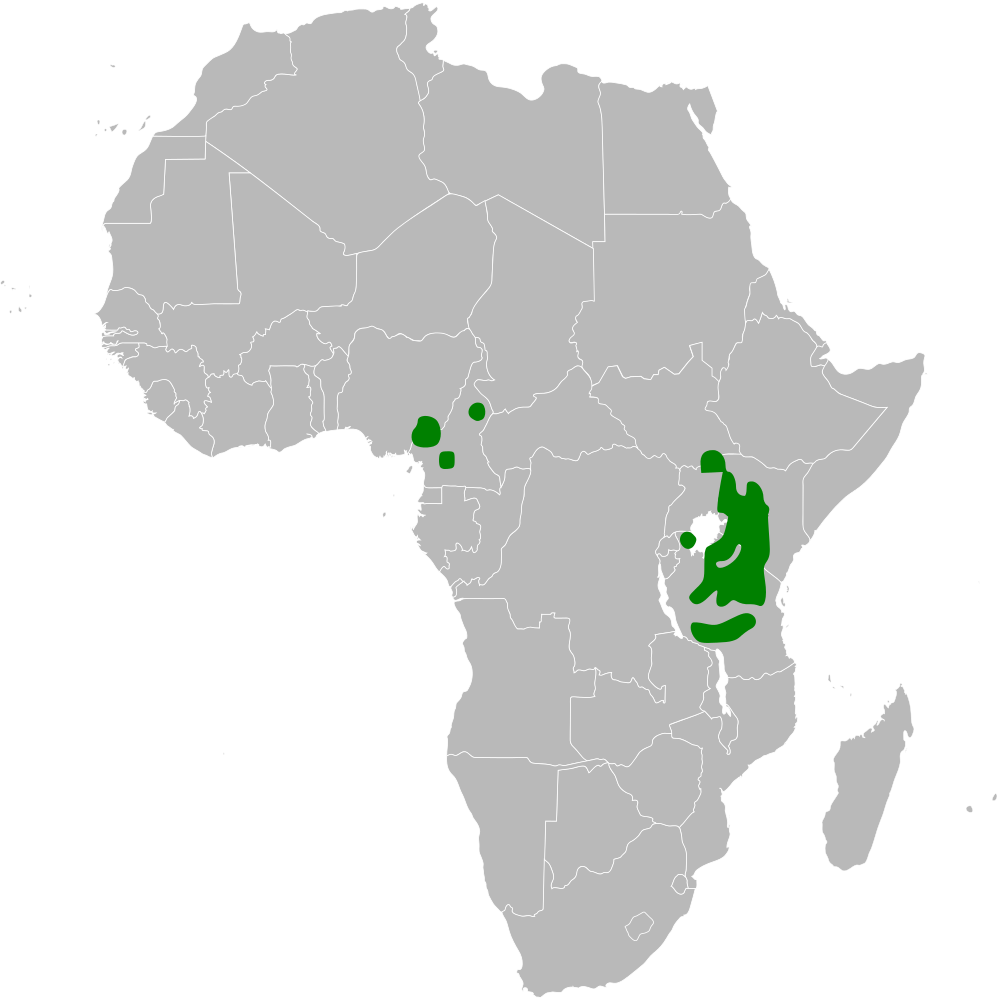
Verbreitungsgebiet der Weißbauch-Rußmeise

Der Vogel kommt in Westafrika in Südostnigeria und Kamerun, sowie in Ostafrika in Kenia, Südsudan, Tansania und Uganda vor.
Der Lebensraum umfasst tropische oder subtropische buschbestandene Flächen, Ränder immergrünen Bergwaldes, entlang von Flüssen, großen Gärten und Kulturland meist oberhalb von 900 bis zu 3400 m Höhe.
Der Artzusatz kommt von lateinisch albus ‚weiß‘ und lateinisch venter, ventris ‚Bauch‘.
Diese Meise ist ein Standvogel.

## Merkmale
Die Art ist 14–15 cm groß, eine große, schwarze Meise mit weißer Unterseite und mehr Weiß als Schwarz in den Flügeln. Das Männchen ist vom Kopf bis zum Schwanz auf der Oberseite schwarz, in frischem Gefieder bläulich glänzend, der Schwanz hat weiße Federspitzen und äußere weiße Ränder. Die kleinen Flügeldecken sind schwarz mit weißen Spitzen der längsten Federn die mittleren sind weiß, die großen Flügeldecken schwarz mit breiten weißen Rändern. Die Flugfedern sind schwarz. Kinn bis Brust sind schwarz mit leicht bläulichem Glanz, von der übrigen weißen Unterseite deutlich abgesetzt. Die Iris ist dunkelbraun bis schwarz, der Schnabel ist grau-schwarz, die Beine sind bläulich-grau oder Schwarz. Das Weibchen ist matter gefärbt, weniger glänzend, die Unterseite grauer. Jungvögel haben mehr Braun an der Oberseite, das Weiß in den Flügeln ist gelbbraun oder leicht gelblich, der Schwanz hat keine weißen Spitzen.
Von der Weißschulter-Rußmeise (Melaniparus guineensis) unterscheidet diese Rußmeise sich durch die Augenfarbe Braun statt Gelb und das Weiß im Schwanz.
Die Art ist monotypisch.

## Stimme
Der Ruf des Männchens umfasst harsches, nasales „si-chah-chah-chah“, auch ein ähnliches, aber klingenderes „tss-tss-tss, cher-cher-cher-cher“, der Kontaktruf kann „twach-twach-twach“ oder „chrip-twsich-twach“ lauten, seltener ist ein Gesang zu hören wie „chee-er-weeoo, chee-er-wheeo“.

## Lebensweise
Die Nahrung besteht aus kleinen Wirbellosen, auch Pflanzensamen, die einzeln, paarweise oder oft in größeren Schwärmen, gern auch in gemischten Jagdgemeinschaften gesucht werden, üblicherweise in den Wipfeln oder in mittlerer Baumhöhe, aber auch am Boden im Unterholz.
Die Brutzeit ist nicht bekannt, wahrscheinlich kann das ganze Jahr über gebrütet werden, wohl hauptsächlich während der Regenzeit zwischen Oktober und Januar. Die Art ist monogam und ortsständig. Das Nest wird bis zu 8 m Höhe in einer Baumhöhle oder hinter loser Baumrinde angelegt, auch werden alte Spechthöhlen oder die von Afrikanischen Bartvögeln (Lybiidae) genutzt. Der Nesteingang ist meist ein sehr enger Schlitz. Das Gelege besteht aus 3–5 Eiern, die mindestens über 12 Tage bebrütet werden, die Küken werden frühestens 20 Tage nach dem Schlüpfen flügge.

## Gefährdungssituation
Der Bestand gilt als „nicht gefährdet“ (Least Concern).